# Pandémie de Covid-19 au Liechtenstein
La pandémie de Covid-19 au Liechtenstein démarre officiellement le 3 mars 2020. À la date du 17 septembre 2022, le bilan est de 86 morts.
Les restrictions instaurées par le gouvernement pour faire face à la progression du virus font l'objet d'un référendum le 18 septembre 2022.

## Historique

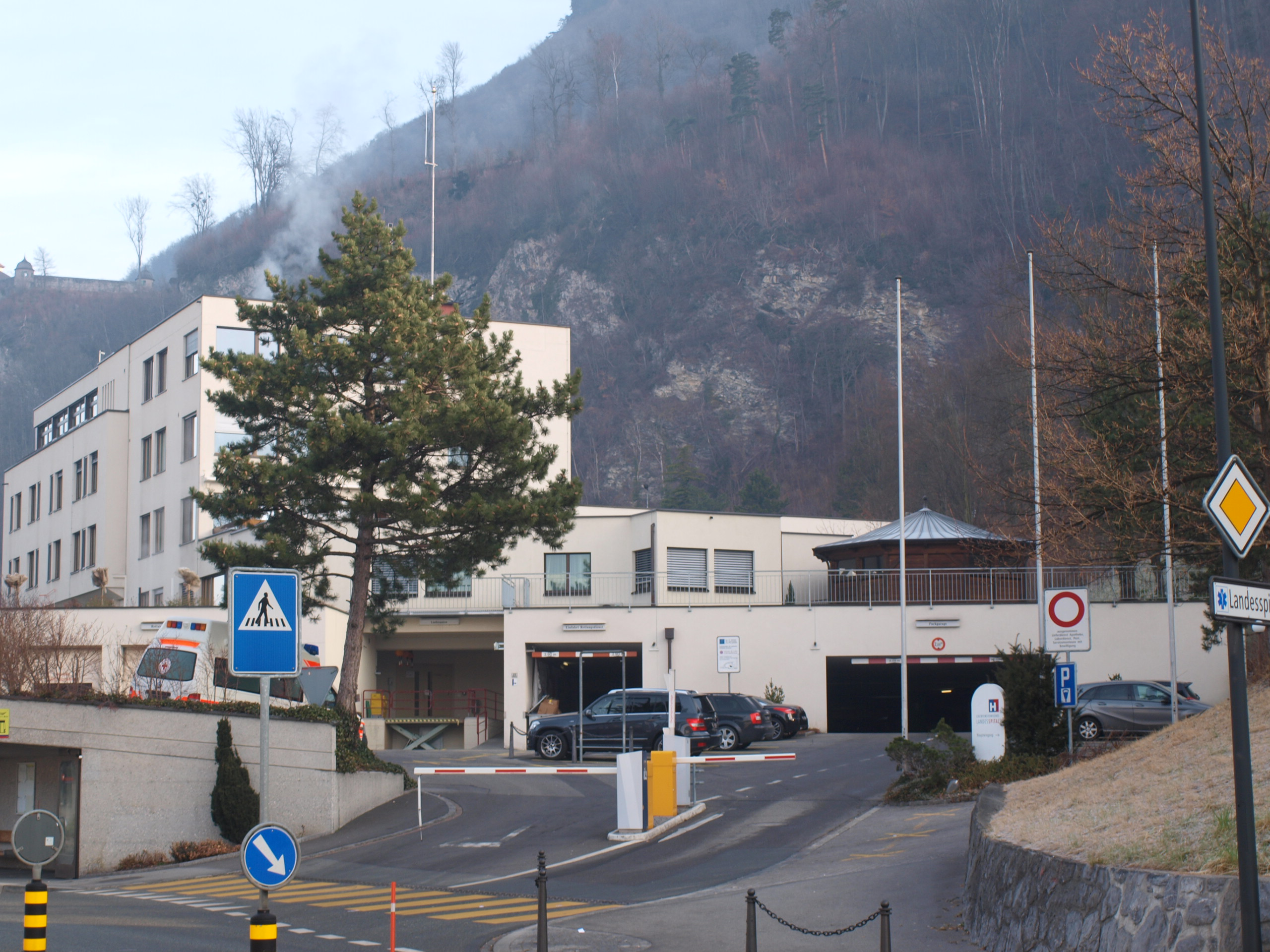
L'hôpital d'État du Liechtenstein, qui joue un rôle clé dans la lutte contre le coronavirus dans le pays.

Le premier cas de contamination au Liechtenstein est détecté le 3 mars 2020, avec un jeune homme qui avait été en contact avec une personne infectée en Suisse. Il est mis à l'isolement à l'hôpital d'État.
Le gouvernement du Liechtenstein annonce la fermeture à partir du 16 mars des crèches et des écoles. D'autres restrictions portant sur les événements, les divertissements et les loisirs sont décidées pour ralentir la propagation du virus dans le pays. Ces mesures sont renforcées par le gouvernement les 17 et 20 mars.
Le 21 mars, la police de l'État annonce que trois policiers ont été testés positifs à la Covid-19. Tous sont placés en quarantaine.
Le gouvernement du Liechtenstein rend compte sur son site internet, par des points d'étape quotidiens, du nombre de cas recensés dans le pays.

## Statistiques

Nombre de cas au Liechtenstein depuis le début de l'épidémie.

Nombre de morts au Liechtenstein depuis le début de l'épidémie.